# Bánusz Tamás
Bánusz Tamás (Mohács, 1989. április 8. –) magyar sakkozó, nemzetközi nagymester, U18 és U20 korosztályos magyar bajnok.

## Pályafutása
Tagja volt a 2003-ban 1., 2004-ben 2. helyezést elért magyar válogatottnak az U16 korosztályos sakkolimpián.
2005-ben szerezte meg a nemzetközi mesteri címet. 2005-ben megnyerte az U18, 2007-ben az U20 korosztályos magyar bajnokságot.
Az U18 korosztályos Európa-bajnokságon tagja volt a 2006-ban 2. helyezést, és a 2007-ben 1. helyezést elért magyar válogatott csapatnak. Ez utóbbi versenyen a mezőny legjobb eredményét érte el.
A nemzetközi nagymesteri címet 2011-ben kapta meg az alábbi versenyeken elért normateljesítései alapján:
- XXIV. Open Internacional Vila de Sitges (2008),[4]
- Balaton Nemzetközi Sakkfesztivál, Balatonlelle (2009),[5]
- First Saturday GM, Budapest (2010).[6]

Tagja volt a 2013-as Sakk Európa-bajnokságon 5. helyezést elért magyar válogatottnak, ahol a mezőnyben a 4. legjobb eredményt érte el.
2006-ban és 2012-ben tagja volt a MITROPA Kupán 1. helyezést elért magyar csapatnak.
Csapatban a magyar bajnokságban az Aquaprofit NTSK játékosa, a Bundesligában a 2011/12-es szezontól kezdve az SV 1930 Hockenheim csapatát erősíti.

## Kiemelkedő versenyeredményei
- 2. helyezés a First Saturday FM versenyen (Budapest, 2001) – 12 évesen
- 3. helyezés a Schneider Emlékversenyen (Budapest 2003)
- 2. helyezés nemzetközi mesterversenyen (IM) (Balatonlelle, 2004)
- 1. helyezés a magyar U18 korosztályos bajnokságon (2005)
- 1. helyezés a magyar U20 korosztályos bajnokságon (2007)
- 1. helyezés: XXIV. Open Internacional Vila de Sitges (2008)
- 3-5. helyezés: Balaton Nemzetközi Sakkfesztivál, Balatonlelle (2009)
- 1. helyezés: First Saturday GM, Budapest (2010)
- 2-4. helyezés: Tenkes Kupa, Harkány (2010)[9]
- 2. helyezés (megosztva): Zágráb Open (2011)[10]
- 2. helyezés (megosztva): 30. Zalakaros sakkfesztivál (2011)[11]
- 3. helyezés (megosztva): Forni di Sopra, Olaszország (2011)[12]
- 3. helyezés (megosztva): Krakkó (2011)[13]
- 1. helyezés: Porto San Giorgio (2011)[14]
- 1. helyezés: 29. Balaton Nemzetközi Sakkfesztivál, Héviz (2011)[15]
- 2-3. helyezés: Fano (2012)[16]
- 1. helyezés: I. Hagymatikum kupa, Makó (2012)[17]
- 1-3. helyezés: Vienne Open, Bécs (2012)[18]
- 2. helyezés: Magyar bajnokság döntő, Héviz (2012)[19]
- 2. helyezés (holtversenyben): Szlovákia bajnoksága, Banska Stiavnica (2013)[20]

## Élő-pontértékei
2019. májusban az Élő-pontértéke 2629. Az eddigi legmagasabb pontértékét 2641-et 2018. januárban érte el. A magyar ranglistán az aktív versenyzők között a 6. helyen áll. A pontértéke rapidsakkban 2620, a villámsakkban 2571.

## Díjai, elismerései
- Az év magyar sakkozója: 2022[22]